# دورا هاند
دورا هاند (بالإنجليزية: Dora Hand)‏ هي مغنية أمريكية، ولدت في 1844، وتوفيت في 4 أكتوبر 1878 في دودج سيتي في الولايات المتحدة.